# Bak kut teh
El bak kut teh es una sopa china servida popularmente en China (fujian) Malasia, Singapur, Taiwán e Indonesia (donde hay importantes comunidades hoklo y chaozhou) y también en ciudades de países vecinos, como Batam en Indonesia y Hat Yai en Tailandia. El plato, en su forma más simple, consiste en costillas de cerdo cocidas a fuego lento en un complejo caldo de hierbas y especias (incluyendo anís estrellado, canela, clavo de olor, dang gui, semilla de hinojo y ajo) durante horas. Pueden también añadirse despojos, diversos hongos, choy sum y trozos de tofu seco. Otras especias chinas pueden ser yu zhu (rizoma de poligonato) y ju zhi (bayas de espino), que dan a la sopa un sabor más dulce y ligeramente más fuerte, así como salsa de soja clara y oscura durante la cocción, en distintas cantidades según la receta. Puede guarnecerse con cilantro o cebollino picado y espolvorearse con chalota frita.
Se cree que el bak kut teh fue introducido en el siglo XIX a la Malasia británica por obreros chinos de Cantón, Chaoshan o Fujian.
El bak kut teh suele comerse con arroz o fideos (a veces en sopa) y a menudo se sirve con youtiao (tiras de masa frita) para mojar en la sopa. Se prefiere la salsa de soja (normalmente clara, aunque a veces también se ofrece la oscura) como condimento, tomándose con chile ojo de pájaro troceado y ajo picado. También suele servirse té chino de diversos tipos (la variedad Tieguanyin es especialmente popular en la zona del valle Klang de Malasia), pues se cree que diluye o disuelve la gran cantidad de grasa consumida con este plato.

## Variantes
Hay muchas variantes de bak kut teh dependiendo de la región. En Singapur hay tres tipos: la variante más común es la de estilo chaozhou, de color claro y con más pimienta. Los hoklos, que prefieren comidas más saladas, usan más salsa de soja, obteniendo una sopa más oscura. Los cantoneses añaden hierbas medicinales para crear un sabor más fuerte.
Una versión menos grasienta de bak kut teh hecha con pollo en lugar de cerdo se llama chik kut teh; sirve también de versión halal (musulmana). Durante el brote de henipavirus de 1999 en Malasia, debido al temor de que la carne estuviera infectada, muchos restaurantes se vieron obligados a sustituir el cerdo por otra carne o pescado, o incluso a hacer versiones vegetarianas, y han permanecido algunas variantes en las cartas.